# یوردی سانچز (بازیکن فوتبال)
یوردی سانچز (انگلیسی: Jordi Sánchez؛ زادهٔ ۱۱ نوامبر ۱۹۹۴) بازیکن فوتبال اهل اسپانیا است.
از باشگاه‌هایی که در آن بازی کرده‌است می‌توان به باشگاه فوتبال نومانسیا اشاره کرد.